# شي يوم رح فل
شي يوم رح فل (بالإنجليزية: One Day I'll run away)‏ هو فيلم درامي رومانسي لبناني تم إنتاجه في سنة 2015 وهو من إخراج وتأليف ليال ميلاد راجحة وبطولة عادل كرم و جوي كرم و لورين قداح و بيار داغر و إلهام أبي راشد.

## القصة
بعد أن قضى بضعة سنوات في إحدى السجون المعروفة دوليًا بممارستها التعذيب، يخرج طارق (عادل كرم) من السجن ويحاول أن يبدأ حياته من جديد في البرازيل، لكنه يعود إلى لبنان مجددًا للقاء مازن (بيار داغر) لكي يعيد له ما يخصه، وفي خلال رحلته هذه، يلتقي عادل بثلاث نساء وهن سارية (لورين قديح) وتوني ماريا (جوي كرم) وإلهام (إلهام أبي راشد). قصة هذا الفيلم مستوحاة من قصة حقيقية.

## البطولة
- عادل كرم بدور طارق
- جوي كرم بدور توني ماريا
- بيار داغر بدور مازن
- لورين قديح بدور سارية
- إلهام أبي راشد بدور إلهام